# Vasile Deheleanu
Vasile Deheleanu (Timișoara, 12 agosto 1910 – 30 aprile 2003) è stato un calciatore rumeno, di ruolo centrocampista.

## Palmarès

### Competizioni nazionali
- Campionato rumeno: 4

Ripensia Timișoara: 1932-1933, 1934-1935, 1935-1936, 1937-1938
- Coppa di Romania: 2

Ripensia Timișoara: 1933-1934, 1935-1936